# Aleksandr Michajłow (narciarz)
Aleksandr Michajłow (ros. Александр Михайлов, ur. 6 listopada 1970 w Wołgogradzie) – rosyjski narciarz, specjalista narciarstwa dowolnego. Najlepszy wynik na mistrzostwach świata osiągnął podczas mistrzostw w Altenmarkt, gdzie zajął 12. miejsce w skokach akrobatycznych. Jego najlepszym wynikiem olimpijskim jest 6. miejsce w tej samej konkurencji na igrzyskach olimpijskich w Nagano. Najlepsze wyniki w Pucharze Świata osiągnął w sezonie 1998/1999, kiedy to zajął 18. miejsce w klasyfikacji generalnej.

## Osiągnięcia

### Igrzyska olimpijskie
| Miejsce | Dzień     | Rok  | Miejscowość    | Konkurencja        | Zwycięzca     |
| ------- | --------- | ---- | -------------- | ------------------ | ------------- |
| 6.      | 18 lutego | 1998 | Nagano         | Skoki akrobatyczne | Eric Bergoust |
| 23.     | 19 lutego | 2002 | Salt Lake City | Skoki akrobatyczne | Aleš Valenta  |

### Mistrzostwa świata
| Miejsce | Dzień       | Rok  | Miejscowość | Konkurencja        | Zwycięzca        |
| ------- | ----------- | ---- | ----------- | ------------------ | ---------------- |
| 12.     | 14 marca    | 1993 | Altenmarkt  | Skoki akrobatyczne | Philippe LaRoche |
| 13.     | 9 lutego    | 1997 | Iizuna      | Skoki akrobatyczne | Nicolas Fontaine |
| 13.     | 13 lutego   | 1999 | Meiringen   | Skoki akrobatyczne | Philippe LaRoche |
| 30.     | 20 stycznia | 2001 | Whistler    | Skoki akrobatyczne | Alaksiej Hryszyn |

### Puchar Świata

#### Miejsca w klasyfikacji generalnej
- sezon 1992/1993: 45.
- sezon 1993/1994: 59.
- sezon 1994/1995: 99.
- sezon 1995/1996: 61.
- sezon 1996/1997: 30.
- sezon 1997/1998: 20.
- sezon 1998/1999: 18.
- sezon 1999/2000: 45.
- sezon 2000/2001: 45.
- sezon 2001/2002: 64.

#### Miejsca na podium
1. Altenmarkt – 6 marca 1997 (Skoki akrobatyczne) – 2. miejsce
2. Châtel – 1 marca 1998 (Skoki akrobatyczne) – 1. miejsce

- W sumie 1 zwycięstwo i 1 drugie miejsce.